# Titre IX

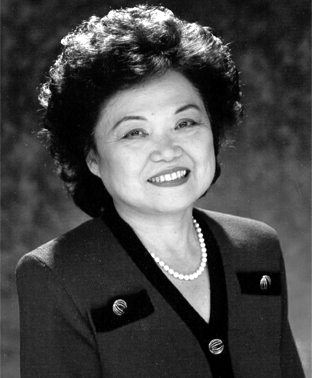
Patsy Mink.

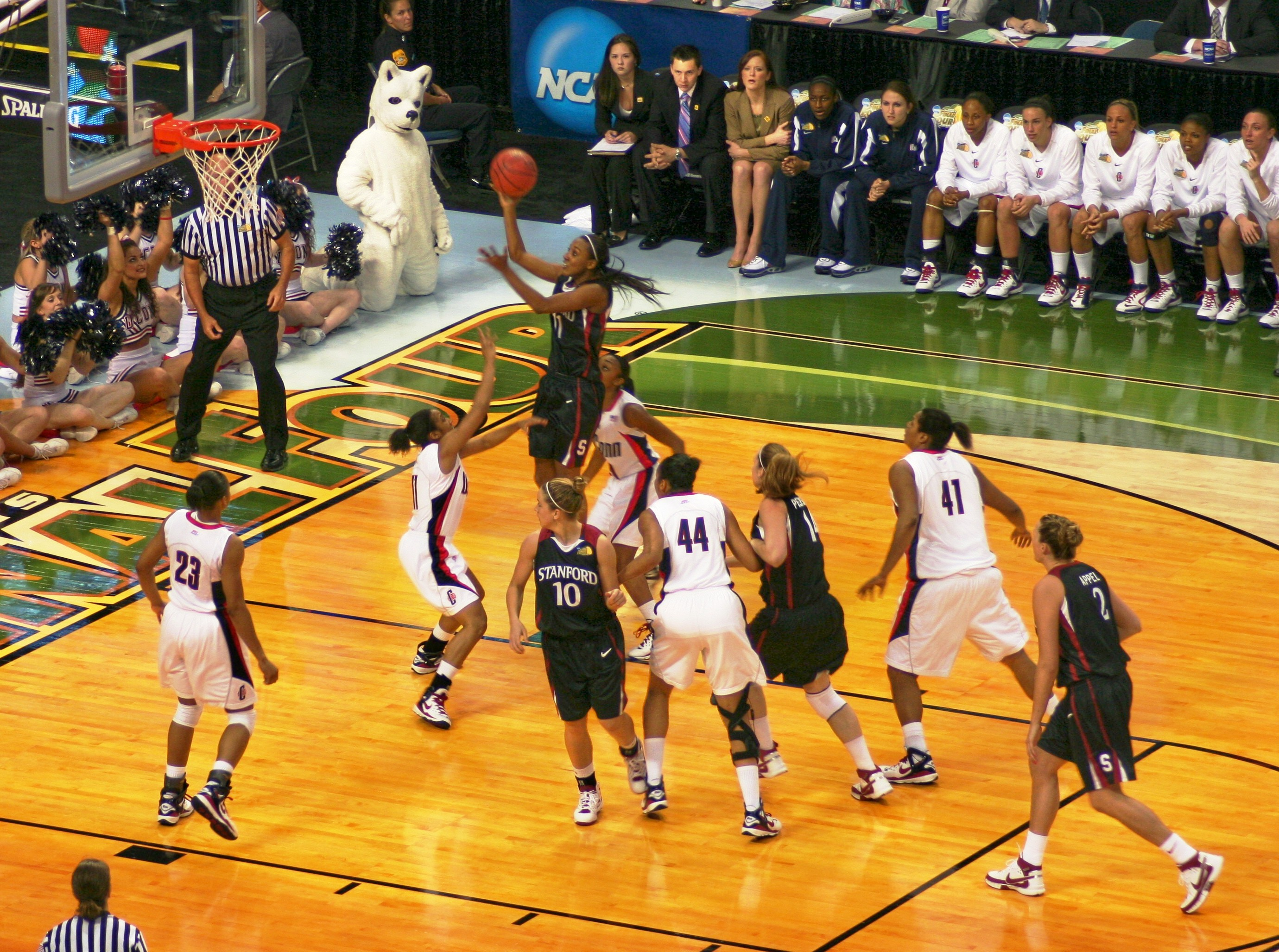
Final Four féminin de NCAA en 2008.

Titre IX est le nom usuel de l'amendement Title IX of the Education Amendments of 1972 voté en 1972 aux États-Unis qui interdit toute discrimination sur la base du sexe dans les programmes d'éducation soutenus par l’État. Il constitue aussi une des bases dans la lutte contre les violences sexuelles dans l'enseignement supérieur aux États-Unis.

## Histoire
Promu notamment par la représentante d'Hawaï Patsy Mink et sa collègue Edith Green (en), l'amendement est renommé Patsy T. Mink Equal Opportunity in Education Act à la disparition de la première en 2002.

« No person in the United States shall, on the basis of sex, be excluded from participation in, be denied the benefits of, or be subjected to discrimination under any education program or activity receiving Federal financial assistance »

— United States Code Title 20 Chapter 38 Section 1681
Très court dans son principe, le texte contient une longue liste d'exceptions.
Le Titre IX a permis le développement de compétitions sportives féminines dans les universités américaines.
Les universités se sont vu accorder un délai d'application jusqu'en 1978. Certains établissements, comme à Grove City, ont entamé des procédures pour contester ces dispositions. La NCAA a cherché à entraver le développement du sport féminin dans les années 1970-1980, le championnat NCAA de basket-ball féminin et le championnat NCAA de volley-ball féminin ne débutant que pour la saison 1981-1982 et le championnat NCAA de hockey sur glace féminin pour la saison 2001-2002.
Avant 1972, très peu d'équipes féminines universitaires existaient, en dépit des combats militants menés dans les années 1960-1970, et cela en raison de préjugés idéologiques : fragilité de la constitution féminine, risque de stérilité, etc.
Concernant le football, son essor est d'abord le fait de l'AIAW, jusqu'à la prise de relais par la NCAA en 1982, qui crée des titres également en Division II et III durant la décennie. C'est à cette époque que le soccer féminin connait un grand développement dans les universités. Une équipe nationale est fondée en 1985, la première ligue amatrice voit le jour en 1995, puis une ligue professionnelle en 2001. De 900 000 en 1980, le nombre de joueuses passe à 1,5 million en 1985 puis 2 millions en 1990, culminant à 3 millions en 1995 pour retomber à 2,7 millions en 2000. Le développement est moins important dans les lycées, avec 10 000 joueuses en 1976, 41 000 en 1980, 122 000 en 1990 puis 270 000 en 2000, soit une part féminine de 42 % des licenciés. Le championnat féminin de soccer de Division I compte 64 équipes contre 32 pour les hommes, reflétant une pratique plus compétitive chez les femmes.

## Conséquences du Titre IX dans l'enseignement supérieur aux États-Unis

### Harcèlement sexuel et violence sexuelle
Le Titre IX s'applique à toutes les formations et à toutes les activités pédagogiques d'un établissement universitaire. À la fin des années 1970, un groupe d'étudiants et un enseignant poursuivent en justice l'université Yale car elle n'a pas réussi à juguler le harcèlement sexuel sur le campus, particulièrement de la part des hommes enseignants. Cette affaire, Alexander v. Yale, est la première qui s'appuie sur le Titre IX pour soutenir et aussi démontrer que le harcèlement sexuel peut être considéré comme une discrimination illégale fondée sur le genre. Dans cette affaire, les plaignants déclarent être victimes de viol, d'attouchements et de chantage sexuel concernant leurs résultats universitaires par plusieurs enseignants. Certains éléments se fondent sur un rapport de 1977, écrit par la plaignante Ann Olivarius (en), qui est à présent une avocate féministe connue pour sa lutte contre le harcèlement sexuel. Plusieurs plaignants et avocats ont ensuite commenté cette affaire,,.
À leur tour, des réseaux militants comme l'American Civil Liberties Union (ACLU) soutiennent que « quand les étudiants subissent des agressions et des harcèlements sexuels, ils sont lésés dans leur droit à bénéficier d'un accès égal et libre à l'enseignement ». En outre, d'après une lettre émise en avril 2011 par le bureau pour les droits civiques (en) du département de l'Éducation des États-Unis, « le harcèlement sexuel des étudiants, y compris la violence sexuelle, constitue une entrave à leur droit d'accéder à l'enseignement sans subir de discrimination ; de plus, la violence sexuelle constitue une infraction pénale ». Cette lettre, connue sous le surnom de Dear Colleague Letter, déclare qu'il appartient aux établissements d'enseignement supérieur « de prendre des mesures immédiates et efficaces pour mettre fin au harcèlement sexuel et à la violence sexuelle ». Cette lettre cite de nombreux exemples des exigences contenues dans le Titre IX concernant les violences sexuelles ; elle clarifie aussi que, si un établissement manque à ses obligations aux termes du Titre IX, le département de l'Éducation peut lui imposer une amende, voire lui refuser les financements issus des fonds fédéraux. Toutefois, des critiques et le département de l'Éducation lui-même ont observé que cette évolution n'avait pas soumis au débat public les processus d'instauration des règlements.
Le 15 mars 2011, Alexandra Brodsky, étudiante en licence à Yale qui se plaint d'avoir été victime de violence sexuelle, rédige une plainte avec quinze camarades concernant l'application du Titre IX, estimant que Yale « présente un environnement hostile sur le plan sexuel et manque à son obligation d'y remédier ».
En octobre 2012, Angie Epifano (en), étudiante à Amherst College, publie le récit personnel et explicite de l'agression sexuelle qu'elle déclare avoir subie ainsi que du « traitement effroyable » qu'elle a reçu quand elle a sollicité un soutien de la part de l'administration de l'université. Dans son récit, Epifano déclare avoir été violée par un autre étudiant d'Amherst et décrit les conséquences de cette agression sur sa vie ; elle dit que l'agresseur est venu la harceler dans l'unique réfectoire de l'université, que ses résultats universitaires en ont pâti et, quand elle a cherché un soutien, l'administration l'a contrainte à culpabiliser et a fini par obtenir son internement et a fait pression pour qu'elle décroche de ses études. Une fois que l'affaire d'Amherst gagne l'attention des médias nationaux, Annie E. Clark (en) et Andrea Pino (en), deux femmes qui se déclarent victimes d'agression sexuelles à l'université de Caroline du Nord à Chapel Hill, entrent en contact avec Epifano, Brodsky et Dana Bolger (étudiante à la Yale Law School) pour porter plainte, en janvier 2013, contre l'université qui aurait manqué au Titre IX et au Clery Act, ce qui provoque une enquête de la part du département de l'Éducation.
À la suite de la médiatisation nationale de l'affaire de l'université de Caroline du Nord à Chapel Hill, les organisatrices Pino et Clark continuent de se coordonner avec des étudiants d'autres établissements ; en 2013, des plaintes pour infraction au Titre IX sont déposées contre l'Occidental College (18 avril), le Swarthmore College et l'University of Southern California (22 mai),. Ces plaintes, suivi de campagnes contre les violences sexuelles sur les campus, et les militantes comme Bolger, Brodsky, Clark et Pino suscitent la formation d'un réseau informel national de militants,. Bolger et Brodsky fondent également Know Your IX, association de militants étudiants qui visent l'évolution des lois nationales.
Les interprétations du Titre IX veulent qu'il permette les poursuites privées contre les établissements d'enseignement ainsi que les plaintes formelles adressées au département de l'Éducation. En 2006, une cour fédérale estime qu'il existe des preuves suffisantes pour déclarer que l'université du Colorado a réagi avec une « indifférence délibérée » envers les étudiantes Lisa Simpson et Anne Gilmore, victimes d'agressions sexuelles de la part de joueurs de football étudiants. L'université a proposé un règlement en promettant de modifier ses procédures et en versant 2,5 millions de dollars à titre de compensation. En 2008, l'université d'État de l'Arizona fait l'objet d'une plainte concernant une éventuelle infraction aux droits garantis par le Titre IX : l'université a expulsé un joueur de football en raison de nombreux actes graves de harcèlement sexuel, avant de le réintégrer ; le joueur en question a ensuite violé une autre étudiante en pénétrant dans son dortoir. Même si l'établissement soutient n'avoir aucune responsabilité dans les faits, il conclut un accord sur la plainte, en acceptant de réviser et d'améliorer le traitement des infractions sexuelles et en versant à la plaignante 850 000 dollars en compensation.
Les administrations de Barack Obama et Donald Trump ont apporté des modifications aux règlements. Ces évolutions concernent les preuves requises lors d'une enquête relative aux infractionx au Titre IX, s'alignant sur les affaires civiles en cas de plaintes graves,. Le 22 septembre 2017, Betsy Devos, secrétaire au département de l'Éducation, abroge les règlements de l'administration Obama, qui avaient poussé les établissements du supérieur à enquêter plus fermement sur les agressions sexuelles dans les campus. Le 7 mai 2020, le département de l'Éducation émet ses réglementations définitives concernant les agressions sexuelles à l'université, conformément au Titre IX, le premier schéma directeur relatif au Titre IX, qui a suivi un processus formel de concertation, publié par le bureau pour les droits civiques (en) depuis 1997. Ces nouvelles réglementations définissent comme des discrimnations les faits de harcèlement sexuels, dont la portée s'étend aux agressions sexuelles, à la violence dans les rendez-vous amoureux, à la violence familiale et à la traque furtive ; ainsi, les établissements doivent proposer des dispositifs aisément accessibles à toute personne qui veut signaler un problème de harcèlement sexuel. Les écoles d'enseignement supérieur et les universités doivent se conformer à leurs obligations avant le 14 août.

### Étudiants trans
Entre 2010 et 2016, sous l'administration Obama, le département de l'Éducation émet des préconisations pour expliquer que les étudiants trans sont protégés des discriminations basées sur le genre conformément au Titre IX. En particulier, les amendements de 1972 interdit aux établissements qui reçoivent des fonds pour les bourses étudiantes de pratiquer les discriminations basées sur le genre dans les cursus et les activités pédagogiques. Ces directives ordonnent aux établissements publics de traiter les étudiants trans conformément à leur identité de genre au cours de leur vie universitaire. Ainsi, un étudiant qui se considère comme un homme trans peut entrer dans des salles réservées aux hommes et une étudiante qui se considère comme femme trans peut accéder aux salles réservées aux femmes. Ces dispositions s'appliquent aussi aux documents administratifs et aux relevés de notes si un étudiant a plus de 18 ans. Ces préconisations déclarent, entre autres, que « tous les étudiants, y compris les étudiants trans, ou les étudiants dont l'identité est atypique, sont protégés des discriminations basées sur le genre, conformément au Titre IX ».
Toutefois, à partir de 2017, l'administration Trump annule plusieurs dispositions. En février 2017, le département de la Justice et celui de l'Éducation, retirent les consignes relatives à l'identité de genre. Le 12 février 2018, le département de l'Éducation annonce que le Titre IX ne permet pas aux étudiants de trans d'accéder aux toilettes reflétant leur identité de genre.
En août 2020, la Cour d'appel des États-Unis pour le onzième circuit confirme un arrêt rendu en 2018 : Adams v. The School Board of St. Johns County, Florida ; cet arrêt déclare que la discrimination fondée sur l'identité de genre est une discrimination basée sur le genre et qu'elle est interdite selon le Titre IX et la Clause de protection égale du Quatorzième amendement de la Constitution des États-Unis,.